# گروهه
گروهه (انگلیسی: Grohe) شرکت تولید صنعتی آلمانی است، که در زمینه ساخت لوازم بهداشتی و شیرآلات بهداشتی فعالیت می‌کند. این شرکت در سال ۱۹۳۶ تأسیس شد. دفتر مرکزی آن در شهر دوسلدورف قرار دارد.